# Słownictwo mormońskie
Słownictwo mormońskie – słowa i wyrażenia typowe dla wyznań przynależnych do ruchu świętych w dniach ostatnich.
Święci w dniach ostatnich, potocznie określani jako mormoni, dzielą liczne elementy swego językowego dziedzictwa z innymi grupami wyrosłymi z tradycji żydowskiej, jak również z szeregiem kościołów chrześcijańskich. Niemniej, wiele używanych przez mormonów słów i wyrażeń ma swe własne, typowe tylko dla tej tradycji znaczenie.
Z uznawanego przez wyznania należące do tej tradycji kanonu pism świętych wywodzą się słowa takie jak: anioł, apostoł, zadośćuczynienie, chrzest, przymierze, potępienie, diakon, wywyższenie, upadek, chwała, Bóg, niebiosa, piekło, Izraelita, osąd, Mesjasz, patriarcha, kapłaństwo, prorok, odkupienie, pokuta, zmartwychwstanie, sakrament, święty, zbawienie, urim i tummim czy też Syjon. Mimo że słowa te wywieźć można zazwyczaj od wspólnego żydowsko-chrześcijańskiego dziedzictwa, w typowo mormońskim kontekście niosą one ze zupełnie odmienne, swoiste skojarzenia i konotacje.
W mormońskiej myśli, tradycji i kulturze nie występują słowa powszechne w wielu innych gałęziach chrześcijaństwa. Święci w dniach ostatnich nie wykorzystują chociażby takich słów i wyrażeń jak: opat, arcybiskup, beatyfikacja, kardynał, katechizm, wyznanie wiary, diecezja, eucharystia, hostia, parafia, pastor, kaznodzieja, czyściec czy Trójca.
W mormońskiej kulturze przyjęło się by, członkowie Kościoła zwracali się do siebie, szczególnie w sytuacjach o charakterze formalnym, wykorzystując zwroty brat i siostra. Zastępują one słowa takie jak pan czy też pani, pozostające w powszechnym użyciu w świeckim, niezwiązanym z religią kontekście. Używane są też w miejsce tytułów zawodowych czy też naukowych, takich jak doktor czy profesor. Nazwy poszczególnych urzędów w kapłaństwie Aarona i Melchizedeka, takie jak diakon czy kapłan, nie są z reguły wykorzystywanie jako tytuł w odniesieniu do osób ustanowionych na te urzędy. Wyjątek stanowią tutaj urzędy biskupa i starszego, przynależne kolejno do kapłaństwa Aarona i kapłaństwa Melchizedeka. Tytuł starszego można w zasadzie odnieść do każdego dorosłego mężczyzny, który otrzymał kapłaństwo Melchizedeka. W praktyce jednakże jest od zastrzeżony dla mężczyzn pełniących służbę misyjną oraz dla członków władz Kościoła (w tym jego władz naczelnych), członków Kworum Dwunastu Apostołów oraz poszczególnych Kworów Siedemdziesięciu. Jedynym innym powszechnie używanym tytułem jest tytuł prezydenta, odnoszący się do mężczyzn oraz kobiet powołanych do przewodniczenia rozmaitym jednostkom administracyjnym Kościoła.
Na imiona oraz nazwy własne nadawane wśród świętych w dniach ostatnich znaczny wpływ ma Księga Mormona. Imiona takie jak Abinadi, Ammon, Eter, Korihor, Laman, Lehi, Nefi, Moroni czy Zoram wywodzą się wprost z tejże właśnie księgi. Dodatkowo, imię Alma, w krajach angielskojęzycznych i hiszpańskojęzycznych nadawane głównie kobietom, w mormońskiej kulturze uznawane jest za imię męskie, szczególnie w rodzinach od dawna związanych z mormonizmem. Istnieje także odrębna grupa słów typowo mormońskich związana nie tylko z samą Księgą Mormona, ale też z poszczególnymi aspektami doktrynalnymi, jak choćby Kolob, Liahona, deseret czy telestialny. Jeszcze inna, węższa grupa odnosi się bezpośrednio do pojęć związanych z praktykowanym przez świętych w dniach ostatnich kultem świątynnym, jak choćby pokój celestialny, pieczętowanie, rekomendacja świątynna, obdarowanie czy bielizna świątynna.
Z uwagi na pierwotnie głównie anglojęzyczny charakter mormonizmu napotkać można liczne problemy w tłumaczeniu mormońskiej terminologii na inne języki. Specyficzne uwarunkowania mormońskiego dyskursu teologicznego wymusiły na pracujących dla Kościoła tłumaczach wykorzystanie rozmaitych strategii, od stworzenia nowego słowa dla precyzyjnego oddania sensu oryginalnego terminu aż do wykorzystania starszego, rzadziej wykorzystywanego słowa w języku docelowym. W procesie tłumaczenia mormońskich materiałów zdarzają się również przypadki bezpośredniego wykorzystania pożyczek językowych z języka angielskiego.
Na język używany przez świętych w dniach ostatnich znaczący wpływ ma rozległa działalność misyjna podejmowana zwłaszcza przez Kościół Jezusa Chrystusa Świętych w Dniach Ostatnich, największą denominację mormońską. Dar języków jest w mormońskiej kulturze powszechnie łączony ze zdolnością do szybkiego opanowania języka obcego przez działających w imieniu Kościoła misjonarzy. Jednocześnie, występujące wśród niektórych świętych w dniach ostatnich przekonanie o skuteczności kościelnego programu nauki języków obcych może wzmagać postawy ksenofobiczne, na przykład wobec przybywających do Stanów Zjednoczonych imigrantów.
Naukową analizą języka używanego przez świętych w dniach ostatnich zajmuje się między innymi powołane w 1973 Deseret Language and Linguistics Society. Specyficzne mormońskie słownictwo zostało twórczo przetworzone w humorystycznym słowniku Saintspeak: The Mormon Dictionary pióra Orsona Scotta Carda (1981).